# Esseker allgemeine illustrierte Zeitung
Esseker allgemeine illustrierte Zeitung je bio hrvatski list na njemačkom iz Osijeka. Prve su ilustrirane novine u Hrvatskoj.